# José-Maria Moreira Pinto
José-Maria Moreira Pinto (* im 20. Jahrhundert) ist ein beninischer Fußballspieler. Seine Stammposition ist die Abwehr.
Der Spieler bestritt mindestens im Jahr 1993 drei Partien für die beninische Fußballnationalmannschaft, darunter zwei in der Qualifikation zur Fußballweltmeisterschaft 1994. Dabei blieb er ohne Torerfolg.